# ويس باركر
ويس باركر (بالإنجليزية: Wes Parker)‏ (12 ديسمبر 1983 في المملكة المتحدة - ) هو لاعب كرة قدم بريطاني في مركز الدفاع. لعب مع غريمسبي تاون ونادي بوسطن يونايتد.

## وصلات خارجية
- ويس باركر على موقع قاعدة بيانات كرة القدم.إي يو (الإنجليزية)
- ويس باركر على موقع Soccerbase.com (لاعب) (الإنجليزية)